# Robert Hotung
Robert Hotung, de son vrai nom Robert Ho Tung Bosman (22 décembre 1862 - 26 avril 1956), est un homme d'affaires et philanthrope hongkongais, figure importante des débuts de l'établissement de la colonie britannique. Surnommé le « Grand ancien de Hong Kong »,, il est anobli par l'Empire britannique en 1915 et 1955.

## Biographie
Ho Tung est né d'un père juif néerlandais, Charles Henry Maurice Bosman (1839–1892),,, et d'une mère chinoise, Sze Tai (施娣), originaire de Bao'an (aujourd'hui à Hong Kong et Shenzhen). Son père est commerçant et dirige la Bosman and Co.. Il est également l'un des propriétaires du Hongkong Hotel qui ouvre en 1868, et est le directeur de la Hong Kong and Whampoa Dock. En 1869, Charles Bosman est également consul des Pays-Bas et possède sa propre entreprise d'assurance maritime pour des clients importants, notamment pour le conglomérat Jardine, Matheson & Co..
Robert se rend en Angleterre où il est naturalisé en 1888. En cantonais, Bosman se prononce Bo-se-man, qui se translittère en Ho Sze Man. Pendant son voyage, il porte sur lui un certificat du gouverneur de Hong Kong indiquant que son père est néerlandais. Il fait ses études au Queen's College (en) de Hong Kong (anciennement appelé École centrale).

### Carrière
Après son diplôme du Queen's College en 1878, Ho Tung se rend à Canton où il travaille comme employé de bureau pour le service des douanes maritimes chinois (en). En 1880, il revient à Hong Kong et est employé comme assistant par Jardine Matheson dans le département comprador. Son bilinguisme anglais-chinois et son sens des affaires le propulse finalement chef comprador en 1894. Bien qu'il soit métis, Ho Tung se considère comme Chinois, ce qui se reflète dans sa façon de s'habiller. À 35 ans, il est l'homme le plus riche de Hong Kong. Il reçoit un doctorat honorifique en droit de l'université de Hong Kong en 1916.
En 1927, sa femme Clara transforme « The Falls », l'une des quatre maisons appartenant à Ho Tung, en une somptueuse résidence aujourd'hui connue sous le nom de jardins Ho Tung (en) et située au 75 Peak Road.
Ho Tung lui-même vit dans une maison voisine nommée « The Neuk », bien qu'il préfère recevoir des notables en visite tels que le vice-président américain John Nance Garner et le dramaturge George Bernard Shaw aux jardins Ho Tung.
Ho Tung s'identifie à la fois comme Chinois et comme résident permanent de la colonie de Hong Kong. Il fait des dons généreux aux campagnes de Sun Yat-sen pour établir la République de Chine, et ne voit aucune contradiction avec sa participation civique à la colonie britannique de Hong Kong. En tant que millionnaire ayant une influence significative dans la colonie, il signale fortement aux Britanniques au début de l'établissement colonial qu'aucun Chinois n'est « purement indigène ». Beaucoup sont des « oiseaux de passage » en route pour l'Asie du Sud-Est, mais beaucoup, comme lui, sont devenus résidents permanents, un témoignage de leur « foi dans la prospérité permanente de la colonie et la sécurité du domicile sous la bannière britannique. Ho Tung est directeur de nombreuses compagnies hongkongaises, comme Hongkong Land, et siège au conseil d'administration d'organisations caritatives influentes, comme l'hôpital Tung Wah (en). Il est le fondateur et premier président du Chinese Club (en), qui est créé en réponse à la politique du Hong Kong Club qui refuse l'entrée aux non-britanniques et aux non-blancs. Il est fait chevalier en 1915 et 1955. Sa seconde femme, Clara, est bouddhiste pratiquante. Grâce à son œuvre caritative éducative, à laquelle Sir Robert donne 100 000 HK$ pour leur 50e anniversaire de mariage en 1931, l'« école du jour et du soir » de Po Kok et la Tung Lin Kok Yuen (en) à Happy Valley sont fondés.

## Postérité

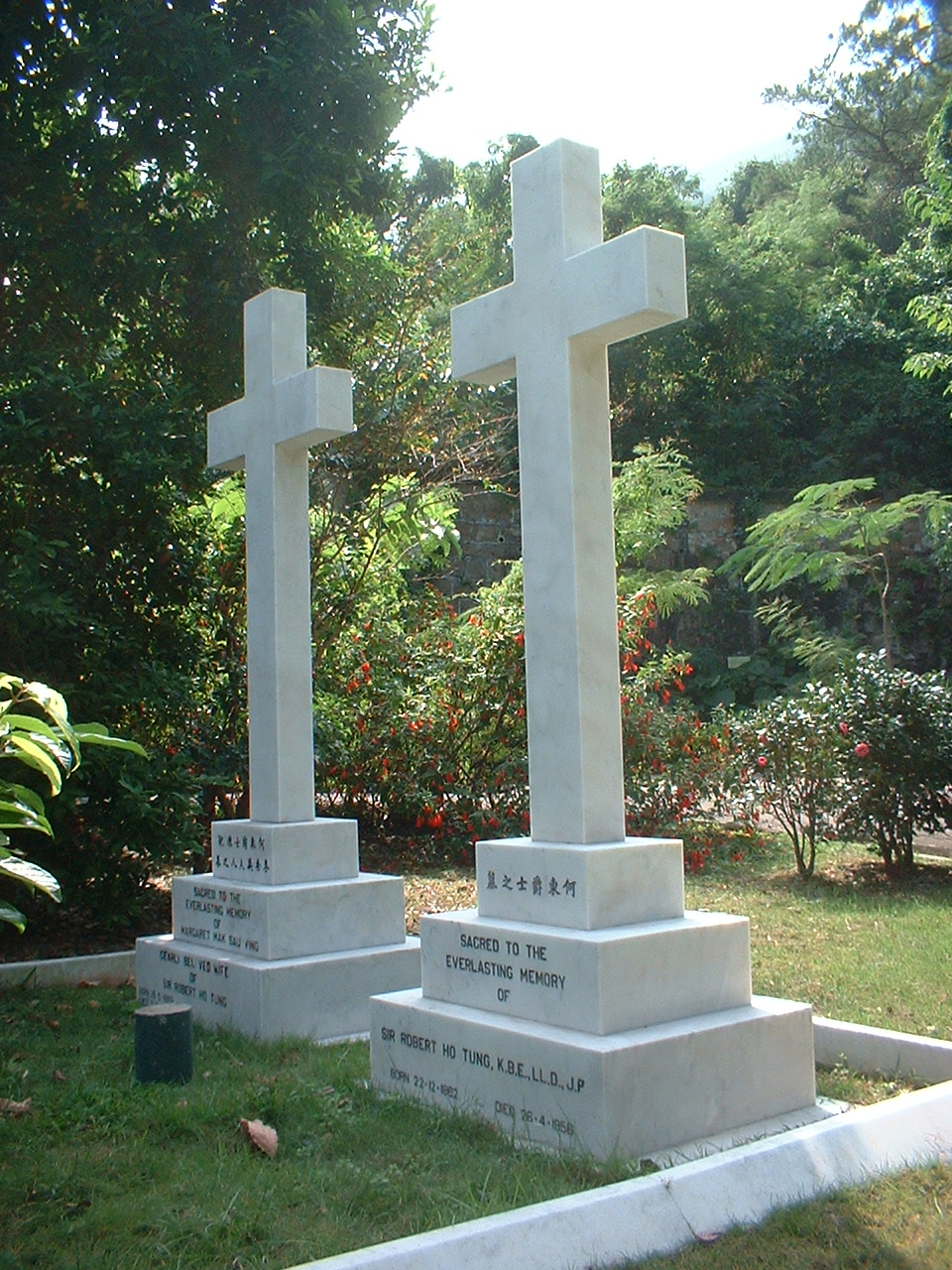
Tombes de Ho Tung et Lady Margaret au cimetière de Hong Kong.

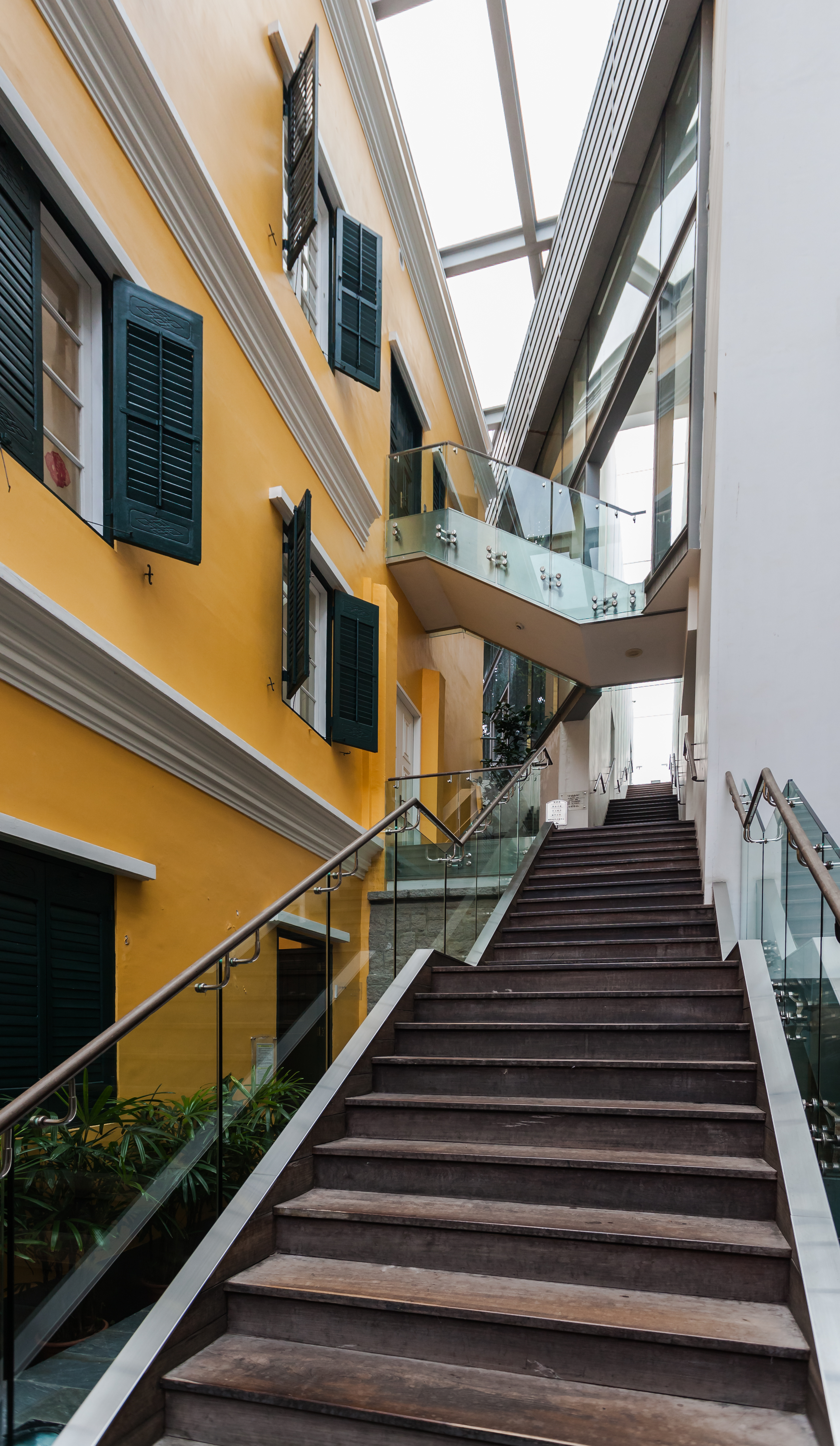
.

Il existe de nombreux parcs, écoles et bâtiments nommés d'après ou fondés par Robert Ho Tung à Hong Kong, comme le Lady Hotung Hall à l'université de Hong Kong, l'école secondaire Hotung, le temple bouddhiste Tung Lin Kok-yuen, et l'école King George V (en).
À Macao, la bibliothèque Ho Tung (en) siège dans un manoir appartenant autrefois à Ho Tung, et où il résida pendant l'occupation japonaise de Hong Kong, pour bénéficier de la protection de la neutralité portugaise. De plus, il existe l'école primaire luso-chinoise Sir Robert Ho Tung.